# José María Rubio y Peralta

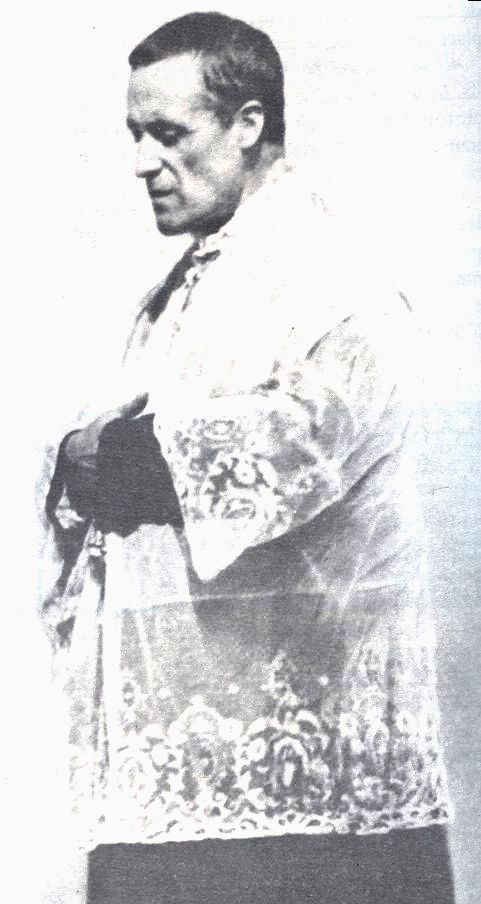
José María Rubio

José María Rubio y Peralta SJ (* 22. Juli 1864 in Dalías, Spanien; † 2. Mai 1929 in Aranjuez, Spanien) war ein spanischer Jesuit und Priester. Er wird in der katholischen Kirche als Heiliger verehrt.

## Leben
José María Rubio y Peralta, der aus einer Bauernfamilie stammte, wurde 1887 zum Priester geweiht und wurde 1890 zum Professor am Priesterseminar in Madrid ernannt. Nach einer Wallfahrt ins Heilige Land schloss er sich 1906 dem Jesuitenorden an. Als beliebter Prediger und Beichtvater wirkte er erfolgreich von der Ordenszentrale in Madrid aus. José María Rubio y Peralta kümmerte sich besonders um Arme, Kranke und Behinderte, außerdem organisierte er Exerzitien und Missionen für die arme Bevölkerung. Schon zu Lebzeiten wurde er Apostel von Madrid genannt.
José María Rubio y Peralta wurde von Papst Johannes Paul II. am 6. Oktober 1985 selig- und am 4. Mai 2003 heiliggesprochen. Sein Gedenktag in der Liturgie ist der 2. Mai.